# Tibúrcio (mártir)
Tibúrcio (em latim: Tiburtius) foi um mártir cristão romano. Inicialmente pagão, foi convertido pelo seu irmão Valeriano, que por sua vez foi batizado pelo Papa Urbano I. Segundo os relatos, ambos andavam pelas noites a enterrar cristãos martirizados, motivo pelo qual acabaram presos e executados por não realizarem sacrifícios pagãos.
É festejado no dia 11 de agosto, ao lado de Santa Susana. Os dois santos não estão relacionados, mas acabam sendo associados por serem venerados no mesmo dia.